# Brabham BT24
Brabham BT24 – samochód Formuły 1, zaprojektowany przez Rona Tauranaka dla brytyjskiego zespołu Brabham. Samochód ten uczestniczył w sezonach 1967–1969. W sezonie 1967 Denny Hulme, korzystając z trzech modeli Brabhama (BT19, BT20 oraz BT24) zdobył tytuł mistrza świata kierowców, a Brabham Racing Organisation – mistrza świata konstruktorów. Zbudowano tylko trzy samochody BT24.
Nadwozie bolidu nadal – jak poprzednie Brabhamy – opierało się na stalowej kratownicy przestrzennej, co było postrzegane jako konserwatywne rozwiązanie, tym bardziej że większość zespołów używała w tamtym czasie teoretycznie lżejszego i sztywniejszego monocqoue'u. W porównaniu do Lotusa 49 samochód wyglądał wręcz przestarzale, ale w przeciwieństwie do modelu 49 był również niezawodny.

## Wyniki
| Legenda oznaczeń w tabelach wyników Wyświetl szablon na nowej stronie | Legenda oznaczeń w tabelach wyników Wyświetl szablon na nowej stronie                                                                     |
| Oznaczenie                                                            | Wyjaśnienie |
| --------------------------------------------------------------------- | --- |
| Złoty                                                                 | Zwycięzca lub mistrzostwo |
| Srebrny                                                               | 2. miejsce lub wicemistrzostwo |
| Brązowy                                                               | 3. miejsce lub II wicemistrzostwo |
| Zielony                                                               | Ukończył, punktował (w klasyfikacji generalnej, gdy zdobył co najmniej jeden punkt na przestrzeni sezonu, poza trzema powyższymi opcjami) |
| Niebieski                                                             | Ukończył, nie punktował (w klasyfikacji generalnej, gdy nie zdobył co najmniej jednego punktu na przestrzeni sezonu)                      |
| Czerwony                                                              | Nie zakwalifikował się (NZ) |
| Czerwony                                                              | Nie prekwalifikował się (NPK) |
| Różowy                                                                | Nie ukończył (NU) |
| Różowy                                                                | Niesklasyfikowany (NS) (w klasyfikacji generalnej, gdy nie został sklasyfikowany w żadnym wyścigu sezonu)                                 |
| Czarny                                                                | Zdyskwalifikowany (DK) |
| Czarny                                                                | Wykluczony (WYK/EX) |
| Biały                                                                 | Nie wystartował (NW) |
| Biały                                                                 | Kontuzjowany (K/INJ) |
| Biały                                                                 | Wyścig odwołany (OD/C) |
| Bez koloru                                                            | Został wycofany (WYC/WD) |
| Bez koloru                                                            | Nie przybył (NP/DNA) |
| Bez koloru                                                            | Nie brał udziału w treningach (NT/DNP) |
| Bez koloru                                                            | Nie został zgłoszony (–) |
| Pogrubienie                                                           | Start z pole position |
| Kursywa                                                               | Najszybsze okrążenie wyścigu |
| †                                                                     | Nie ukończył, ale jego rezultat został zaliczony ze względu na przejechanie więcej niż 90% dystansu wyścigu.                              |
| *                                                                     | Sezon w trakcie |
| 1/2/3                                                                 | Punktowana pozycja w sprincie kwalifikacyjnym                                                                                             |
| Lista systemów punktacji Formuły 1                                    | |

| Sezon | Zespół                      | Silnik   | Opony | Kierowcy        | 1   | 2   | 3   | 4   | 5   | 6   | 7   | 8   | 9   | 10  | 11  | 12  | Pkt. | Msc. |
| ----- | --------------------------- | -------- | ----- | --------------- | --- | --- | --- | --- | --- | --- | --- | --- | --- | --- | --- | --- | ---- | ---- |
| 1967  | Brabham Racing Organisation | Repco    | G     |                 | RSA | MON | NED | BEL | FRA | GBR | DEU | CAN | ITA | USA | MEX |     | 63   | 1    |
| 1967  | Brabham Racing Organisation | Repco    | G     | Jack Brabham    |     |     |     | NU  | 1   | 4   | 2   | 1   | 2   | 5   | 2   |     | 63   | 1    |
| 1967  | Brabham Racing Organisation | Repco    | G     | Denny Hulme     |     |     |     |     | 2   | 2   | 1   | 2   | NU  | 3   | 3   |     | 63   | 1    |
| 1968  | Brabham Racing Organisation | Repco V8 | G     |                 | RSA | ESP | MON | BEL | NED | FRA | GBR | DEU | ITA | CAN | USA | MEX | 10   | 8    |
| 1968  | Brabham Racing Organisation | Repco V8 | G     | Jack Brabham    | NU  |     |     |     |     |     |     |     |     |     |     |     | 10   | 8    |
| 1968  | Brabham Racing Organisation | Repco V8 | G     | Jochen Rindt    | 3   | NU  | NU  |     |     |     |     |     |     |     |     |     | 10   | 8    |
| 1968  | Brabham Racing Organisation | Repco V8 | G     | Dan Gurney      |     |     |     |     | NU  |     |     |     |     |     |     |     | 10   | 8    |
| 1968  | Caltex Racing Team          | Repco V8 | D     | Kurt Ahrens Jr. |     |     |     |     |     |     |     | NU  |     |     |     |     | 10   | 8    |
| 1969  | Team Gunston                | Repco V8 | F     |                 | RSA | ESP | MON | NED | FRA | GBR | DEU | ITA | CAN | USA | MEX |     | 49   | 2    |
| 1969  | Team Gunston                | Repco V8 | F     | Sam Tingle      | 8   |     |     |     |     |     |     |     |     |     |     |     | 49   | 2    |
| 1969  | Silvio Moser Racing Team    | Ford V8  | G     | Silvio Moser    |     |     | NU  | NU  | 7   |     |     | NU  | NU  | 6   | 11  |     | 49   | 2    |